# ڡ
Le fāʾ sans point est une lettre de l’alphabet arabe qui était utilisée en ancien arabe.
Dans le style d’écriture rasm, ses formes initiales et médianes ‹ ڡ‍ ‍ڡ‍ › étaient identiques aux formes initiales et médianes du qāf sans point ‹ ٯ‍ ‍ٯ‍ › ; leurs formes isolées et finales étaient distinctes.